# Toine van den Bunder
Toine van den Bunder (* 14. Dezember 1951 in IJzendijke) ist ein ehemaliger niederländischer Radrennfahrer.

## Sportliche Laufbahn
Toine van den Bunder war im Straßenradsport aktiv. 1972 und 1975 gewann er jeweils eine Etappe der Olympia’s Tour. Als Amateur startete er mit der Nationalmannschaft in einigen europäischen Etappenrennen. Er gewann eine Vielzahl von Kriterien, Rundstreckenrennen und Etappen kürzerer Rundfahrten. 1974, 1977 und 1978 war er im Rennen Hel van Het Mergelland erfolgreich. In Frankreich holte er 1975 den Gesamtsieg im Etappenrennen Circuit de Saône-et-Loire vor Bernard Vallet. 1976 gewann er das Eintagesrennen Grand Prix of Essex in Großbritannien.